# 울산읍성
울산읍성(蔚山邑城)은 1597년 정유재란 때 소실된 울산읍을 둘러싼 성이다. 울산광역시 중구청에서 울산읍성 복원 사업을 위한 예산을 2012년부터 확보하여, 동서남북 성문 복원과 및 역사 공원 조성에 국비 950억 원을 포함해 총 사업비 1900억 원이 투입되는 대규모 역사 문화 복원 프로젝트를 진행하고 있으며, 2020년까지 복원할 예정이었지만 2021년 하반기에도 복원에 대한 소식이 없는 것으로 확인되었다. 복원 사업은 일부 진행 중이다.

## 개요
읍성이란 군이나 현의 주민을 보호하고, 군사적·행정적인 기능을 함께 하는 성을 말한다.
울산읍성은 왜구의 침략에 대비해 1385년 고려 우왕 11년에 이문화가 성균사예 이문화가 경상도 관찰사(염문사)로서 염문하였을 때 처음으로 축조하였다. 염문사 지시에 따라 김급이 지주사로서 축조에 공헌하였다. 1476년 조선 성종 7년에 병조판서 이극배의 보고로, 다시 축조되어, 이듬해 1477년 10월에 완성되었다. 당시 성곽의 위치는 현재의 함월산 남쪽인 중구 북정동, 교동, 성남동, 옥교동에 걸쳐 있는 큰 성이었다. 읍성의 규모는 《성종실록》에 높이 15척(약 4.5m), 둘레는 3,639척(약 1103m)으로 기록돼 있다. 1597년 정유재란 때 왜군이 울산읍성을 허물면서 사라져 버렸으며, 그 후 성의 복원을 보지 못하고 무성곽의 고을이 되고 말았다. 지금은 동헌 일원을 제외하고는 남아있는 것이 없다. 울산광역시 중구는 울산의 역사 문화 중심 도시로서의 위상을 회복하고 자긍심을 고취하고 역사 도시로서 자존심과 전통을 계승하고 역사 문화 자원을 관광 자원화 하기 위해 울산읍성 옛길 복원 사업
을 진행 중이다. 현재 울산읍성 위곽(둘레) 1,7km의 도로에 화살표와 바닥에 글씨로 울산읍성 옛길을 안내하는 작업이 한창이다.

## 복원
2012년부터 확보하여, 동서남북 성문 복원과 및 역사 공원 조성에 국비 950억 원을 포함해 총 사업비 1900억 원이 투입되는 대규모 역사 문화 복원 프로젝트를 진행하고 있으며, 2020년까지 복원할 예정이었는데 2021년 하반기까지 복원이 되었다는 소식이 없기 때문에 복원 사업이 미뤄지고 있는 게 아니냐는 의문점도 있다.

## 같이 보기
- 울산왜성
- 울주 언양읍성
- 울산성 전투